# Bomolocha drucealis
Bomolocha drucealis är en fjärilsart som beskrevs av William Schaus 1904. Bomolocha drucealis ingår i släktet Bomolocha och familjen nattflyn. Inga underarter finns listade i Catalogue of Life.